# Stadio Fadil Vokrri
Lo stadio Fadil Vokrri è uno stadio situato a Pristina in Kosovo. È prevalentemente usato per incontri di calcio ed ospita le partite casalinghe dell'FC Prishtina. Ha una capacità di 13.500 posti a sedere. La sua costruzione è iniziata nel 1951 e dal 1953 lo stadio ospita le partite del Prishtina. Nel 2016 iniziarono i lavori di ristrutturazione per poi essere completato nel 2018. L’inaugurazione è avvenuta il 13 agosto 2018 in una partita di supercoppa kosovara tra Drita e Prishtina.
Il 9 giugno 2018 lo stadio è stato rinominato da "Pristina City Stadium" a "Stadio Fadil Vokrri" a seguito della morte di Fadil Vokrri, giocatore e dirigente sportivo kosovaro e presidente della federazione calcistica del Kosovo fino alla sua morte.
È classificato dall'UEFA come stadio di categoria 4 e può quindi ospitare partite europee.
Prima della sua ristrutturazione, lo stadio non rispettava i requisiti UEFA e non poteva ospitare partite internazionali. È stato quindi usato come sede casalinga per le partite della nazionale kosovara soltanto per incontri amichevoli, mentre le partite ufficiali venivano giocate in Albania, nello stadio Loro-Boriçi di Scutari. Dopo la ristrutturazione può ospitare anche le partite ufficiali. La prima si è svolta il 10 settembre 2018 contro le Isole Far Oer per la UEFA Nations League 2018-2019 ed è stata vinta 2-0 dalla nazionale di casa.

## Altri progetti

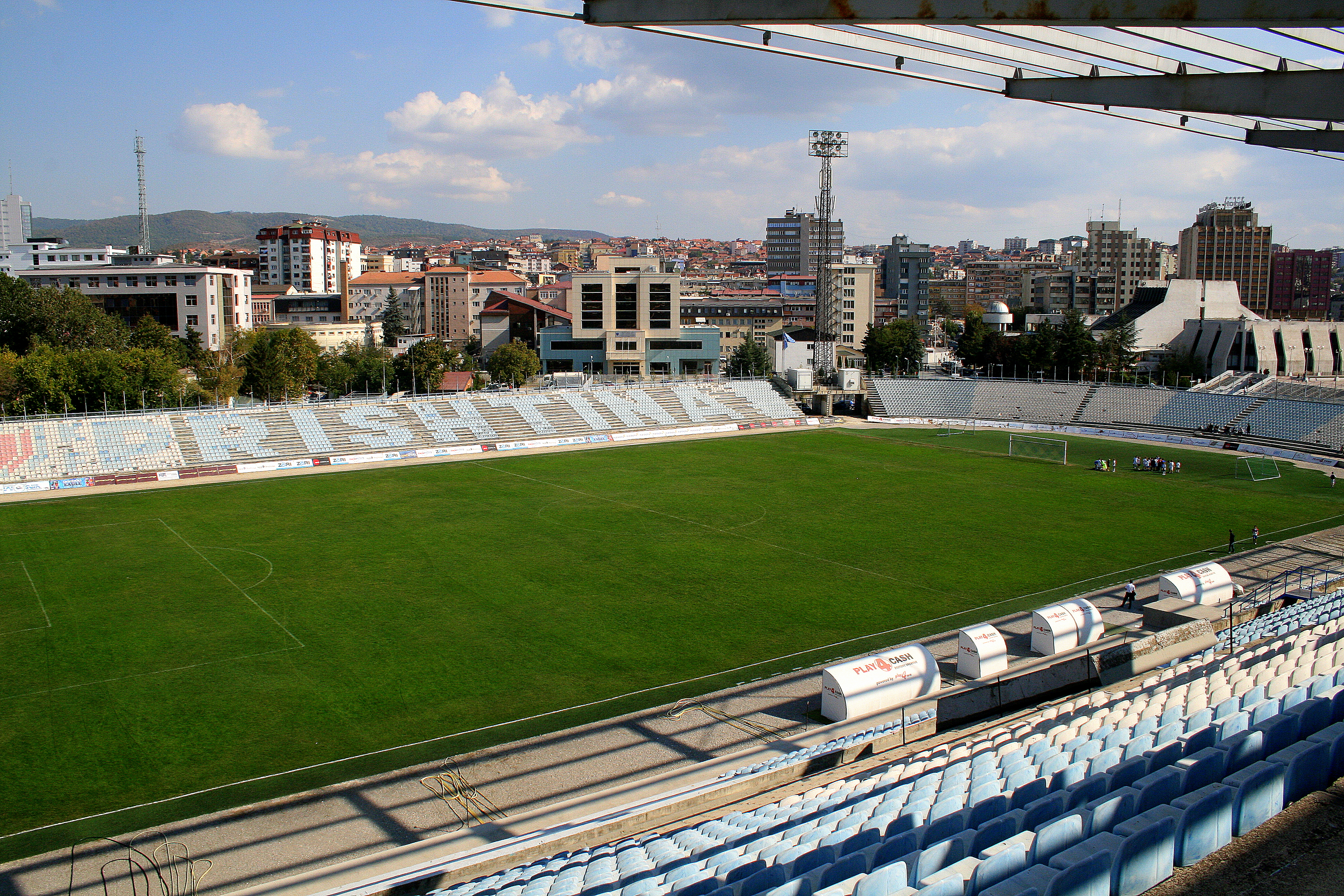
Lo stadio prima della ristrutturazione